# Rock Cup
La Rock Cup è la coppa nazionale di Gibilterra e seconda competizione calcistica per importanza nel paese dopo il campionato. Posta sotto l'egida della Federazione calcistica di Gibilterra, è aperta a tutti i club e si disputa dalla stagione 1894-1895. A seguito dell'affiliazione alla UEFA, a partire dal 2014-2015 la vincitrice è ammessa alla UEFA Europa League. Dal 2020-2021 la vincitrice è ammessa alla UEFA Europa Conference League.
Fu istituita nel 1936, in sostituzione della prima coppa di campionato, la Merchant Cup, avvenuta tra il 1894 e il 1906.

## Formula
La competizione si svolge ad eliminazione diretta con turni di sola andata. In caso di pareggio nei 90 minuti, si va direttamente ai tiri di rigore.

## Albo d'oro
Il seguente albo contiene anche i vincitori della precedente Merchant Cup (1895-1906).
- 1895–96 Gibraltar FC
- 1896-1897 Jubilee FC
- 1897-1898 Jubilee FC
- 1898-1899 Albion FC
- 1899-1900 Exiles FC
- 1900-1901 Prince of Wales FC
- 1901-1902 Exiles FC
- 1902-1903 Prince of Wales
- 1903-1904 Prince of Wales
- 1904-1905 Athletic FC
- 1905-1906 Prince of Wales FC
- 1906-1936 sconosciuto
- 1935-36 HMS Hood
- 1936-37 Britannia F.C.
- 1937-38  Europa FC
- 1938-39 2nd Battalion The King's Regiment
- 1939-40 Britannia F.C.
- 1940-41 Competizione sospesa

- 1941-42 A.A.R.A.
- 1942-43 RAF New Camp
- 1943-44 4th Btallion Royal Scott
- 1945-46  Europa FC
- 1946-47 Gibraltar United F.C.
- 1947-48 Britannia F.C.
- 1948-49 Prince of Wales
- 1949-50  Europa FC
- 1950-51  Europa FC
- 1951-52  Europa FC
- 1952-55 sconosciuto
- 1955-56  St Joseph's
- 1956-73 sconosciuto

- 1973-74  Manchester 62 Reserve
- 1974-75  Glacis United
- 1975-76 2nd Battalion RGJ
- 1976-77  Manchester 62
- 1977-78 sconosciuto
- 1978-79  St Joseph's
- 1979-80  Manchester 62
- 1980-81  Glacis United
- 1981-82  Glacis United
- 1982-83  St Joseph's
- 1983-84  St Joseph's
- 1984-85  St Joseph's
- 1985-86  Lincoln Red Imps
- 1986-87  St Joseph's
- 1987-88 RAF Gibraltar

- 1988-89 Lincoln Red Imps
- 1989-90  Lincoln Red Imps
- 1990-91 sconosciuto
- 1991-92  St Joseph's
- 1992-93  Lincoln Red Imps
- 1993-94  Lincoln Red Imps
- 1994-95 St Theresas F.C.
- 1995-96  St Joseph's
- 1996-97  Glacis United
- 1997-98  Glacis United
- 1998-99 sconosciuto
- 1999-00  Gibraltar Utd
- 2000-01  Gibraltar Utd

- 2001-02  Lincoln Red Imps
- 2002-03  Manchester 62
- 2003-04  Lincoln Red Imps
- 2004-05  Lincoln Red Imps
- 2005-06  Lincoln Red Imps
- 2006-07  Lincoln Red Imps
- 2007-08  Lincoln Red Imps
- 2008-09  Lincoln Red Imps
- 2009-10  Lincoln Red Imps

- 2010-11  Lincoln Red Imps
- 2011-12  St Joseph's
- 2012-13  St Joseph's
- 2013-14  Lincoln Red Imps
- 2014-15  Lincoln Red Imps
- 2015-16  Lincoln Red Imps
- 2016-17  Europa FC
- 2017-18  Europa FC
- 2018-19  Europa FC
- 2020-21  Lincoln Red Imps
- 2021-22  Lincoln Red Imps
- 2022-23  FCB Magpies
- 2023-24  Lincoln Red Imps
- 2024-25  FCB Magpies

## Titoli per club
| Club                              | Vittorie | Stagioni |
| --------------------------------- | -------- | --- |
| Lincoln Red Imps                  | 20       | 1986, 1989, 1990, 1993, 1994, 2002, 2004, 2005, 2006, 2007, 2008, 2009, 2010, 2011, 2014, 2015, 2016, 2021, 2022, 2024 |
| St Joseph's                       | 9        | 1979, 1983, 1984, 1985, 1987, 1992, 1996, 2012, 2013                                                                   |
| Europa FC                         | 8        | 1938, 1946, 1950, 1951, 1952, 2017, 2018, 2019                                                                         |
| Glacis United                     | 5        | 1975, 1981, 1982, 1997, 1998                                                                                           |
| Manchester 62                     | 4        | 1974, 1977, 1980, 2003                                                                                                 |
| Britannia XI                      | 3        | 1937, 1940, 1948 |
| Gibraltar Utd                     | 3        | 1947, 2000, 2001 |
| FCB Magpies                       | 2        | 2023, 2025 |
| Gibraltar                         | 1        | 1895 |
| HMS Hood                          | 1        | 1936 |
| 2nd Bataillon The King's Regiment | 1        | 1939 |
| A.A.R.A.                          | 1        | 1942 |
| RAF New Camp                      | 1        | 1943 |
| 4th Bataillon Royal Scott         | 1        | 1944 |
| Prince of Wales                   | 1        | 1949 |
| 2nd Bataillon RGJ                 | 1        | 1976 |
| RAF Gibraltar                     | 1        | 1988 |
| Lincoln Reliance                  | 1        | 1989 |
| St Theresas                       | 1        | 1995 |